# Senza perdere la tenerezza
Senza Perdere la Tenerezza è il sesto album discografico del gruppo musicale italiano Ossi Duri, pubblicato nell'anno 2013 dall'etichetta discografica LaZaRiMus.

## Descrizione
Il disco prende il nome da una famosa frase di Che Guevara. Gli Ossi Duri hanno utilizzato questo accostamento (duri senza perdere la tenerezza) per poter trattare nell'album tematiche importanti e di denuncia, ma senza dimenticarsi il lato tenero e umoristico della musica.

## Tracce
1. Soldi Facili – 3:38 (Bellavia M.)
2. Heavy Dente – 4:22 (testo: Armuschio A. – musica: Bellavia M., Vigliocco A., Bellavia S.)
3. Senza i tuoi occhi (feat. Caldero) – 3:54 (Bellavia M.)
4. Mozzarella Trafelata (feat. Roberto "Freak" Antoni) – 3:25 (Bellavia M., Vigliocco A.)
5. Ragazzo Poliziotto – 3:49 (Bellavia M.)
6. Il re del Sol – 2:48 (musica: Bellavia M., Vigliocco A., Bellavia S.)
7. C'era una volta un re – 4:38 (Bellavia M.)
8. La capra – 3:41 (testo: Armuschio A. – musica: Bellavia M.)
9. Radiologia – 5:01 (Bellavia M.)
10. Publi City – 5:37 (Bellavia M., Vigliocco A.)
11. Unica – 3:22 (Bellavia M.)
12. La Suite del Merlo Pennuto – 7:11 (Bellavia M.)

## Formazione

### Gruppo
- Alessandro Armuschio - voce
- Martin Bellavia - chitarra e voce
- Simone Bellavia - basso e voce
- Ruben Bellavia - batteria
- Andrea Vigliocco - percussioni e tastiere

### Altri musicisti
- Roberto "Freak" Antoni: voce in Mozzarella Trafelata
- Caldero: batteria e voce in Senza i tuoi occhi
- Elisa Fagà: voce in Publi City, C'era una volta un re e Radiologia
- Fabio Giachino: pianoforte in Publi City e Unica